# Bezzia bivittata
Bezzia bivittata är en tvåvingeart som först beskrevs av Daniel William Coquillett 1905.  Bezzia bivittata ingår i släktet Bezzia och familjen svidknott. Inga underarter finns listade i Catalogue of Life.